# Erlaubnistatbestandsirrtum
Der Erlaubnistatbestandsirrtum (auch Erlaubnistatumstandsirrtum; oft als ETI oder ETBI beziehungsweise ETUI abgekürzt) ist ein terminus technicus des deutschen Strafrechts. Er beschreibt eine Form des Irrtums über die Rechtswidrigkeit der Tat.
Ein Erlaubnistatbestandsirrtum besteht in der irrigen Annahme des Vorliegens der tatsächlichen Voraussetzungen eines rechtlich anerkannten Rechtfertigungsgrundes (z. B. Notwehr, § 32 StGB) bei Kenntnis der Tatsachen und grundsätzlichen Rechtswidrigkeit der Tat; er hat eine subjektiv rechtstreue Motivation. Der Täter will also im Rahmen seiner Fehlvorstellungen um das Vorliegen eines anerkannten Rechtfertigungsgrundes rechtstreu handeln, und lägen die Umstände tatsächlich vor, die einen anerkannten Rechtfertigungsgrund erfüllen, wäre sein Handeln auch gerechtfertigt.
Beispiel: Der Hausherr hält den nachts in seinem Haus herumschleichenden Liebhaber der Tochter für einen Einbrecher und will sein Eigentum schützen, indem er diesen niederschlägt.
Die Behandlung der Rechtsfolgen des Erlaubnistatbestandsirrtums ist streitig, wird aber in der Rechtsprechung des Bundesgerichtshofs und überwiegend in der Literatur im Wege der analogen Anwendung des § 16 StGB gelöst (vgl. unter #Rechtsfolgen).
Da der Täter sich in Wahrheit über einen (tatsächlichen) Tatumstand und nicht über den Tatbestand als solchen irrt, findet sich in der Literatur entsprechend der Formulierung in § 16 StGB zunehmend auch die Bezeichnung Erlaubnistatumstandsirrtum.

## Abgrenzungen

### Erlaubnisirrtum
Der Erlaubnistatbestandsirrtum ist ein Unterfall des Tatsachenirrtums.
Der Erlaubnistatumstandsirrtum ist zu unterscheiden vom sogenannten Erlaubnisirrtum als Unterfall des Verbotsirrtums. Der Täter irrt in diesem Fall über die Existenz eines tatsächlich nicht anerkannten Rechtfertigungsgrundes oder verkennt dessen rechtliche Grenzen; die Wertvorstellungen des Täters widersprechen der Rechtsordnung in diesem Fall. Die Rechtsfolge eines Erlaubnisirrtums regelt § 17 StGB. Dies kann entweder eine Strafmilderung sein oder aber – bei Unvermeidbarkeit des Irrtums – der Strafausschluss.
Entscheidender Unterschied ist, dass der Täter sich beim Erlaubnistatumstandsirrtum über tatsächliche Umstände irrt, während dem Erlaubnisirrtum eine Fehlvorstellung über rechtliche Wertungen zugrunde liegt. Der Erlaubnisirrtum kann dabei als sogenannter Erlaubnisexistenzirrtum oder als sogenannter Erlaubnisgrenzirrtum erscheinen. Beim erstgenannten nimmt der Täter irrtümlich die Existenz eines tatsächlich nicht bestehenden Rechtfertigungsgrundes oder Erlaubnissatzes an.
Beispiel: Der Hausherr glaubt, dem ohne seine Erlaubnis von der minderjährigen Tochter eingelassenen Liebhaber dürfe man eine Abreibung verpassen.

### Erlaubnisgrenzirrtum
Beim Erlaubnisgrenzirrtum dehnt der Täter irrtümlich die Grenzen eines tatsächlich existierenden Rechtfertigungsgrundes beziehungsweise Erlaubnissatzes aus.
Beispiel: Der Hausherr tötet den eingedrungenen Dieb in der irrtümlichen Vorstellung, es sei ohne weiteres legal, Einbrecher zu töten.

### Doppelirrtum
Eine weitere mögliche Konstellation ist der Doppelirrtum. Bei diesem nimmt der Täter, ähnlich dem Erlaubnistatbestandsirrtum, irrtümlich einen Rechtfertigungsgrund an. Der Unterschied zum Erlaubnistatbestandsirrtum ist hierbei, dass der irrtümlich vorgestellte Rechtfertigungsgrund den Täter auch bei tatsächlichem Vorliegen nicht rechtfertigen würde.
Beispiel: Der Hausherr sitzt mit seinem Schwiegersohn im Garten, als die Tochter des Hausherrn auftaucht. Daraufhin hebt der Schwiegersohn die Hand um sie zu begrüßen. Der Hausherr nimmt fälschlicherweise an, der Schwiegersohn wolle ihn schlagen, zieht daher reflexartig sein Taschenmesser und ersticht den Schwiegersohn.
Der Hausherr nimmt zum einen fälschlicherweise an, er befände sich in einer Notwehrlage, und ersticht daher den Schwiegersohn. Dieses Handeln wäre jedoch selbst bei vorliegender Notwehrlage nicht geboten, wodurch eine Rechtfertigung entfiele. Hier ist dementsprechend nach den Regeln des Verbotsirrtums zu verfahren.

### Wahndelikt
Abgegrenzt wird der Erlaubnistatbestandsirrtum als Irrtum über die Rechtswidrigkeit letztlich noch gegenüber dem – ebenfalls die Rechtswidrigkeit einer Tat betreffenden – Irrtum über die Verbotsnorm durch irrige Annahme der Existenz einer Verbotsnorm, dem umgekehrten Verbotsirrtum, der in seiner Rechtsfolge zu einem straflosen Wahndelikt (Putativdelikt) führt.
Beispiel: Der erzkonservative Hausherr glaubt, die Homosexualität seines Sohnes sei auch in Deutschland strafbar. Tatsächlich wurde § 175 StGB 1994 abgeschafft, sodass kein Straftatbestand vorliegt, der erfüllt werden könnte.

## Voraussetzungen des Erlaubnistatbestandsirrtums
Das Hauptaugenmerk der strafrechtlichen Literatur gilt seit jeher den umstrittenen Rechtsfolgen des Erlaubnistatbestandsirrtums. Dies sollte jedoch nicht darüber hinwegtäuschen, dass zunächst seine Voraussetzungen vorliegen müssen: Der Täter muss sich solche Umstände vorstellen, die – lägen sie tatsächlich vor – einen anerkannten Rechtfertigungsgrund vollständig ausfüllen würden. Es reicht daher nicht aus, wenn der Täter sich lediglich ein rechtfertigendes Merkmal vorstellt. Vielmehr müssen (zumindest in seiner Vorstellung) die Voraussetzungen des Rechtfertigungsgrundes vollständig gegeben sein. Der Täter befindet sich erst dann in einer Putativnotwehr- beziehungsweise Putativnotstandslage.
Liegen in der Vorstellung des Täters die Voraussetzungen eines anerkannten Rechtfertigungsgrundes nicht vor weil darüber Unkenntnis besteht, liegt ein sogenannter umgekehrter Erlaubnistatbestandsirrtum vor. Zwar ist der Täter objektiv gerechtfertigt, weil beispielsweise eine Notwehrlage nach § 32 StGB vorliegt, nicht aber subjektiv, da er ohne die Kenntnis der Rechtfertigung handelt. Nach herrschender Meinung ist das Handeln dann nicht gerechtfertigt. In Betracht kommen daher die Grundsätze der Versuchsstrafbarkeit (untauglicher Versuch), sofern der Versuch strafbar ist.

## Rechtsfolgen
Es ist in der Rechtswissenschaft seit jeher umstritten, wie ein Erlaubnistatbestandsirrtum rechtlich zu bewerten ist, mithin, ob er wie ein Verbotsirrtum zu behandeln ist, der bei seiner Unvermeidbarkeit die Schuld ausschließt, oder ob der Erlaubnistatbestandsirrtum nicht unter Umständen vielmehr dazu führt, dass das Verhalten gerechtfertigt ist oder bereits den entsprechenden Tatbestand nicht erfüllt.
In der Praxis ist das Problem des Erlaubnistatbestandsirrtums nicht sehr relevant, denn außer den Vertretern der strengen Schuldtheorie kommt niemand dazu, bei Vorliegen der Voraussetzungen des Erlaubnistatbestandsirrtumes Strafbarkeit wegen einer vorsätzlichen Deliktsbegehung anzunehmen. Im Gegensatz zur eher geringen praktischen Bedeutung des Erlaubnistatbestandsirrtums steht aber die Bedeutsamkeit des Streits um die dogmatische Einordnung des Erlaubnistatbestandsirrtums für die theoretische Vorstellung, die man davon hat, wie (strafrechtlich relevantes) Unrecht beschaffen ist. Daraus erklärt sich die literarische Aufmerksamkeit, die dem Erlaubnistatbestandsirrtum zuteilgeworden ist und immer noch wird.
Es haben sich dazu im Wesentlichen fünf Theorien herausgebildet, die sich dieses Problems annehmen.

### Vorsatztheorie
Nach der Vorsatztheorie ist das Unrechtsbewusstsein, als sogenannter dolus malus, Bestandteil des Vorsatzes. Fehlt es – wie beim Erlaubnistatbestandsirrtum – daran, handelt der Täter nicht vorsätzlich. Wegen eines nicht vorsätzlich begangenen Delikts kann der Täter nicht bestraft werden (§ 16 Abs. 1 Satz 1 StGB). In diesem Fall bleibt zu prüfen, ob er wegen fahrlässiger Begehung bestraft werden kann (§ 16 Abs. 1 Satz 2 StGB). Im Beispielsfall setzte sich der Hausherr der Überprüfung einer fahrlässigen Körperverletzung am Liebhaber aus.
Dieser Lösungsansatz wird im Strafrecht nur noch vereinzelt vertreten, da er mit dem StGB seit der Einführung des § 17 StGB nicht mehr vereinbar ist. Der Gesetzgeber hat zwar zum Problem des Erlaubnistatbestandsirrtums nicht Stellung genommen und die Diskussion Rechtsprechung und Wissenschaft überlassen. Allerdings wollte er die Vorsatztheorie durch die Regelung des § 17 StGB gerade ausschließen, denn er stellte klar, dass das Merkmal des Unrechtsbewusstseins zur Schuld und nicht zum Vorsatz zählt. Insbesondere bei einem aus „Rechtsblindheit“ vermeidbaren Verbotsirrtum sollte eine Bestrafung aus einer vorsätzlichen Tat möglich bleiben.
Das alles gilt aber nur im Straf- und Ordnungswidrigkeitenrecht. Soweit im Zivilrecht vorsätzliches Verhalten Tatbestandsmerkmal einer Norm ist, gilt hier die Vorsatztheorie. D. h., dass beispielsweise unberechtigte Geschäftsführung ohne Auftrag nur dann vorliegt, wenn der Täter sich bewusst war, gegen die Rechtsordnung zu verstoßen. Lediglich im Bereich der vorsätzlichen sittenwidrigen Schädigung nach § 826 BGB wird die zivilrechtliche Vorsatztheorie nach h. M. durchbrochen: hier muss sich der Täter der Sittenwidrigkeit seines Handelns nicht bewusst sein. Er muss lediglich die tatsächlichen, das Sittenwidrigkeitsurteil prägenden Umstände kennen.

### Lehre von den negativen Tatbestandsmerkmalen
Die Lehre von den negativen Tatbestandsmerkmalen betrachtet das Fehlen von Rechtfertigungsgründen als Teil des Tatbestandes. Liegen Rechtfertigungsgründe vor, so ist der Tatbestand nicht erfüllt. Da sich der Vorsatz auf alle Merkmale des objektiven Tatbestands beziehen muss, muss demzufolge der Täter auch Vorsatz bezüglich des Nichtvorliegens eines Rechtfertigungsgrundes haben. Dabei spielt es keine Rolle, ob die Voraussetzungen des Rechtfertigungsgrundes tatsächlich gegeben sind. Somit führt der Erlaubnistatbestandsirrtum zur direkten Anwendung des § 16 Abs. 1 Satz 1 StGB, da der Täter ohne Vorsatz handelt. Eine Bestrafung wegen fahrlässiger Begehung ist dennoch wegen § 16 Abs. 1 Satz 2 StGB möglich.
Gegen diese Theorie spricht, dass die Aufspaltung des Unrechts in „Tatbestand“ und „Rechtswidrigkeit“ im StGB auch vom Gesetzgeber so angelegt ist, z. B. § 228 StGB, wonach der Tatbestand einer Körperverletzung erfüllt bleibt, selbst wenn die (rechtfertigenden) Voraussetzungen einer Einwilligung vorliegen; vergleiche insoweit auch § 32 Abs. 1 StGB, wonach eine Tat (im Sinne einer Tatbestandsverwirklichung) durch gebotene Notwehr gerechtfertigt wird.

### Strenge Schuldtheorie
Nach der strengen Schuldtheorie ist das Unrechtsbewusstsein ein selbständiges Schuldelement. Ein Irrtum über die Rechtswidrigkeit des eigenen Handelns kann sich daher nur auf den Schuldvorwurf auswirken und berührt den Vorsatz nicht. War der Irrtum unvermeidbar, entfällt der Schuldvorwurf gemäß § 17 Satz 1 StGB. War er vermeidbar, kommt eine Strafmilderung nach § 17 Satz 2 StGB in Betracht. Im Beispielsfall käme es nach dieser Auffassung also darauf an, ob der Hausherr seine Verwechslung von Liebhaber der Tochter und Dieb hätte vermeiden können.
Die Kritik an der strengen Schuldtheorie geht dahin, dass es bei § 17 StGB um Irrtümer bezüglich einer rechtlichen Bewertung geht, es sich beim Erlaubnistatbestandsirrtum jedoch um einen Irrtum über die tatsächliche Situation, wie bei § 16 StGB handelt.

### Eingeschränkte Schuldtheorie
Die eingeschränkte Schuldtheorie unterteilt sich in die beiden folgenden Varianten:
Vorsatzunrecht-verneinende eingeschränkte Schuldtheorie
Die Lehre vom Ausschluss des Vorsatzunrechts schließt bei einem Irrtum über die tatsächlichen Voraussetzungen eines Rechtfertigungsgrundes nicht den (Tatbestands-)Vorsatz, sondern das Vorsatzunrecht aus. Da das Gesetz hierzu keine eindeutige Regelung trifft, wird § 16 Abs. 1 Satz 1 StGB analog angewendet. Die analoge Anwendung des § 16 StGB rührt daher, dass die Norm grundsätzlich den sogenannten Tatbestandsirrtum regelt, mithin die Unkenntnis des Täters um ein tatsächlich vorhandenes Tatbestandsmerkmal. Gleichwohl besteht beim Erlaubnistatbestandsirrtum dazu eine Vergleichbarkeit, sodass sich die Rechtsfolge, dass keine Bestrafung wegen vorsätzlichen Handelns resultieren darf, in beiden Fällen rechtfertigt. Die Vorsatzunrecht-verneinende eingeschränkte Schuldtheorie unterscheidet sich im Ergebnis nicht von den beiden eingangs aufgezeigten Ansätzen zur „Vorsatztheorie“ und zur „Lehre von den negativen Tatbestandsmerkmalen“. Eine analoge Anwendung ist in diesem Fall ausnahmsweise zulässig, weil sie sich zugunsten des Täters auswirkt.
Rechtsfolgenverweisende Vorsatzschuld-verneinende, eingeschränkte Schuldtheorie
Die rechtsfolgenverweisende eingeschränkte Schuldtheorie lässt (nur) den Vorsatzschuldvorwurf entfallen. Der Täter weiß bei der Begehung der Tat, dass er einen Unrechtstatbestand erfüllt. Er handelt insofern vorsätzlich. Er lehnt sich aber nicht gegen die Werte der Rechtsordnung auf und verhält sich an sich rechtstreu, da er an das Bestehen von Umständen glaubt, die sein Tun rechtfertigen würden. Er handelt schuldlos vorsätzlich in analoger Anwendung der Rechtsfolge des § 16 Abs. 1 Satz 1 StGB, womit zwar nicht der Vorsatz, zumindest aber eine Vorsatzschuld entfällt. Dies kann gleichzeitig zur Bestrafung von Teilnehmern an der Tat führen, da sie an einer vorsätzlich begangenen Vortat des Irrenden gegeben ist, es sei denn sie unterliegen der gleichen strafrechtlichen Entlastung.

### Streitstand und Auswirkungen
Nicht mehr vertreten wird die „Vorsatztheorie“, die das Unrechtsbewusstsein dem Vorsatz zuordnet, da § 17 StGB explizit das Unrechtsbewusstsein der Schuld zuordnet. Kaum vertreten wird die „Lehre von den negativen Tatbestandsmerkmalen“, die Tatbestand und Rechtswidrigkeit der strafbaren Handlung verbindet, obwohl eine Trennung nach dem Wortlaut von § 32 StGB vorausgesetzt wird. Die „strenge Schuldtheorie“ ordnet die irrtümliche Vorstellung über eine mutmaßliche Rechtfertigungslage einem Irrtum über die Rechtslage zu. Dies entspricht nicht dem Charakter des Irrtums, der einen Irrtum über den Sachverhalt darstellt. Hinsichtlich des fehlenden Vorsatzunrechts ist die Lehre vom Ausschluss des Vorsatzunrechts nicht nur inkonsequent, indem sie zunächst den Vorsatz bejaht aber nachträglich verneint, sondern reißt auch eine Strafbarkeitslücke bei Teilnehmern der vom Erlaubnistatbestandsirrtum betroffenen Tat auf. Diese Lücke ist nur durch die Dogmatik der rechtsfolgenverweisenden, eingeschränkten Schuldtheorie zu vermeiden.

### Die Rechtsprechung
Der Bundesgerichtshof (BGH) wendet für die vorliegende Fallkonstellation in ständiger Rechtsprechung § 16 Abs. 1 Satz 1 StGB analog an. War der Irrtum vermeidbar und sieht das Gesetz eine Strafbarkeit bei fahrlässigem Handeln vor, führt dies zu einer Strafbarkeit (nur) wegen fahrlässiger Tatbegehung. Da alle Instanzgerichte dem BGH in dieser Frage gefolgt sind, haben die oben beschriebenen Lehrmeinungen rein akademischen Charakter, aber keine praktische Relevanz.